# Gradenberg
Gradenberg ist eine Ortschaft in der Weststeiermark sowie ein Stadtteil und Katastralgemeinde der Stadtgemeinde Köflach im Bezirk Voitsberg, Steiermark. Der Ort war von 1850 bis zum März 1952 eine eigenständige Gemeinde die bei der Gründung noch den Namen Graden trug.

## Ortsname und Geografie
Der Namensteil Graden- war ursprünglich ein slawischer Gegendname und leitet sich vom slawischen *gradŭ ab, was so viel wie Burg oder umhegte Siedlung bedeutet. Dieser Herleitung weist auf eine befestigte Anlage in dieser Gegend hin, wobei es sich um eine kleine Burg, möglicherweise den Stammsitz des späteren Geschlechts der Gradner, gehandelt haben könnte. Der Namensteil -berg weist auf die Lage des Ortes auf einer Anhöhe über dem Gradnerbach hin.
Gradenberg liegt im zentralen Teil der Stadtgemeinde Köflach, nordwestlich des Hauptortes Köflach, in den Tallagen und Erhebungen zu beiden Seiten des Salla- und des Gradnerbaches sowie der Gaberl Straße (B 77), welche durch das Gebiet der Katastralgemeinde führt. Im Nordosten und Osten grenzt die Stadtgemeinde Bärnbach mit der Katastralgemeinde Piberegg an Gradenberg, wobei hier der Gradnerbach auf einer kurzen Strecke die Grenze bildet. Die Köflacher Katastralgemeinden Piber und Köflach befinden sich im Osten und Südosten. Zur Katastralgemeinde Pichling bei Köflach verläuft im Süden ein etwa 20 Meter langer Grenzverlauf. Im Südwesten und Westen grenzt Gradenberg an die Marktgemeinde Maria Lankowitz mit den Katastralgemeinden Lankowitz und Kirchberg mit den beiden Streusiedlungen Sankt Johann und Kirchberg. Im Nordwesten und Norden bildet der Sallabach großteils den Grenzverlauf zur Katastralgemeinde Graden-Piber.
Auf dem Gebiet der Katastralgemeinde Gradenberg befinden sich neben der gleichnamigen Ortschaft noch die Rotte Krengraben, die Siedlung Krenhof sowie die Häusergruppe Mitsch. Im Nordosten der Katastralgemeinde, bei Krenhof mündet der Sallabach in den Gradnerbach. Die höchste benannte Erhebung auf dem Gebiet von Gradenberg ist der 684 Meter hohe Zigöllerkogel.

## Geschichte
Die ältesten Siedlungsspuren in Gradenberg stellen altsteinzeitliche Funde von Tierknochen in der Geierfelsenhöhle und dem Taubenloch am Zigöllerkogel dar, welche bei einer archäologisch-paläontologischen Grabung unter der Leitung von Gerald Fuchs im Jahr 1997 entdeckt wurden.
Gradenberg entstand aus hochmittelalterlichen Rodungssiedlungen, welche aus in Einödflur gelegenen Einzelhöfen bestand. Im landesfürstlichen Urbar von 1269 werden in der Gegend um das heutige Gradenberg 22 Huben genannt. Im Ort fand man im Mittelalter Schmiede, Schuster, Schneider, Weber, Wagner sowie Wirte. Am Gradnerbach hat vermutlich bereits im 12. Jahrhundert eine Mühle existiert. Im Jahr 1577 wird im Krengraben die Große Hammerwiese erwähnt, wo ein Hammerwerk stand. Die erste urkundliche Erwähnung des Ortes erfolgte um 1790 als Gemeinde Gradenberg. Die Einwohner von Gradenberg gehörten bis 1848 zu verschiedenen Grundherrschaften, so etwa zu dem Amt Weyern der Herrschaft Greißenegg, dem Amt Lankowitz der Herrschaft Lankowitz, dem Amt Graden der Herrschaft Obervoitsberg sowie dem Amt Wald des Stiftes Stainz. Die Gült wurde vom Karmeliterkloster in Voitsberg eingehoben. Gradenberg gehörte zum Werbbezirk der Herrschaft Lankowitz. Anton Prandstätter kaufte 1784 von Sigmund Vogl die Kolmanhube und ließ sie zu einem Hammerwerk, dem späteren Herzoghammer, ausbauen. Das Hammerwerk wurde 1833 erweitert und der Karlhammer wurde errichtet. Thaddäus Neumann, welcher Verweser am Krenhof war, errichtete an der Stelle einer 1778 gegründeten Lodenwalke eine Nagelfabrik, welche 1852 an Karl Mayr von Melnhof und schließlich 1865 an Florian Hasenhütl ging, welcher am Standort unter der Belassung der Schmiede die Krenaumühle errichtete. Um 1840 gab es im Ort vier Müller, je einen Huf- und Nagel- sowie zwei Zeugschmiede, zwei Lodenwalker, zwei Sagmeister sowie sechs Wirte. Zu jener Zeit gab es auch mehrere Kalksteinbrüche und in der Gegend, in denen der Abbau ab den 1870er-Jahren ausgeweitet wurde, und insgesamt zehn Kalköfen, in denen der Kalkstein zu Branntkalkt weiterverarbeitet wurde. Karl Herzog errichtete 1846 ein Eisenwerk, welches nach seinem Konkurs im Jahr 1846 von Heinrich Mitsch übernommen wurde und den Namen Mitschwerk erhielt.
Im Jahr 1850 wurde mit der Konstituierung der freien Gemeinden die eigenständige Gemeinde Graden gegründet. Der Wiener Unternehmer Anton Urban ließ 1877 an der Stelle der Preßlerhube die K. k. privilegierte Nieten-, Schrauben- und Schraubenmutterfrabik A. Urban und Söhne errichten, welche nach der Verlagerung der Produktion an die Schraubenfabrik Zywiec in Galizien im Jahr 1914 aufgelöst wurde. Für das Jahr 1878 ist ein Steinbruch bekannt, in dem grauer Marmor gebrochen wurde. Ab 1887  übernahm die Graz-Köflacher Eisenbahn- und Bergbaugesellschaft die Kalksteinbrüche in Gradenberg sowie auch mehrere Schottersteinbrüche für die Sallastraße, welche zumindest bis 1980 noch in Betrieb waren. Das Mitschwerk wird 1902 aufgelöst und von Heinrich Mitsch im Jahr 1903 an Mayr von Melnhof verkauft, der die Anlage 1906 demolierte und dort ein Elektrizitätswerk für die Kohlengrube Piberstein errichten ließ. Nach 1918 wurde mit der Gradenberg-Bahn eine Kleinbahn errichtet, welche die Industriebetriebe in Gradenberg mit Köflach verbanden, und welche bis nach 1945 in Verwendung war. In den Jahren 1921/22 stellte die Gemeinde Ansuchen zur Zusammenlegung mit den Gemeinden Köflach, Pichling bei Köflach und Rosental an der Kainach, welche jedoch abgelehnt wurden. Der Heimatschutz in Gradenberg sorgte im Oktober 1930 immer wieder für Unruhen im Ort. Am 30. Jänner 1934 brannten einige Personen ein aus Carbid gefertigtes Hakenkreuz ab und am 12. April desselben Jahres wurden in Folge des österreichischen Bürgerkrieges mehrere Arbeiter verhaftet. Am 11. und 12. Februar 1935 wurden mit dem roten Stern der Sowjets versehene Flugblätter im Ort verteilt und am 28. April wurde am Zigöllerkogel Hammer und Sichel abgebrannt. Unter dem Ortsführer Jakob Dragoschitz wurde im Oktober 1935 die Ortsgruppe Gradenberg des Freiheitsbundes gegründet. Im Dezember 1936 gehörten dem SA-Sturm Gradenberg-Salla des Sturmbannes Köflach insgesamt 44 Männer an.
Im Jahr 1949 wurde die Gradenberger Formen- und Maschinenfabrik, ab 1991 als Omco GMA Austria GmbH bekannt, mit der Hauptaufgabe der Versorgung des österreichischen Bedarfes an Glasformen gegründet. Im Juli 1950 erfolgte die Gleichenfeier des neu errichteten Gemeindehauses von Gradenberg, welches am 6. Oktober 1951 eröffnet wurde. Im März 1952 kam es gegen den Willen der Bevölkerung und des Gemeinderates zur Zusammenlegung der Gemeinde Gradenberg mit der Stadtgemeinde Köflach.

## Wirtschaft und Infrastruktur
Gradenberg ist industriell geprägt und  bereits seit dem Mittelalter als Standort von Handwerkern bekannt. Bereits seit 1577 lässt sich ein Hammerwerk nachweisen und seit der Zeit um 1840 spielt auch der Bergbau mit dem Abbau von Kalkstein und Marmor eine Rolle. 1887 übernahm die  Graz-Köflacher Eisenbahn- und Bergbaugesellschaft die Kalksteinbrüche, sowie auch mehrere Schotersteinbrüche zum Bau der Sallastraße und betrieb sie bis zumindest 1980. Der Kalkstein wurde in einen 1871/72 von Franz Hödl errichteten Kalkofen weiterverarbeitet, wobei um 1900 mehr als 30.000 Meterzentner im Jahr an Branntkalk produziert wurde. Nach der Stilllegung des alten Kalkofens in den 1970er-Jahren wurde ein moderner Ofen erbaut, der um 1980 rund 60.000 Tonnen an Branntkalk im Jahr produzierte. Die zur Schwarzl-Gruppe gehörende Schotterwerk Gradenberg GmbH betreibt das Schotterwerk Gradenberg, dessen ältesten Betriebsgebäude aus dem Jahr 1928 stammen. Im Jahr 1980 erzeugte der Steinbruch rund 800.000 Tonnen an Steinen und Schotter.
Schon im Jahr 1577 gab es ein erstes Hammerwerk in Gradenberg. Anton Prandstätter baute die von ihm 1784 gekaufte Kolmannhube zum späteren Herzoghammer aus, der wiederum 1833 um den Karlhammer erweitert wurde. Im Krenhof befand sich ab etwa 1840 ein Sensenwerk, aus welchen der heutige Autozulieferer Krenhof AG hervorging. Ab 1949 wurde in der Gradenberger Formen- und Maschinenfabrik, die spätere Glasformen und Maschinen AG und Co. KG, gegründete, welche Glasformen und Maschinen zur Glasherstellung produzierte. Ab 1991 gehörte die Fabrik zu OMCO und wurde schließlich mit Jahresende 2016 geschlossen.
Nach 1918 gab es mit der Gradenberg-Bahn eine Kleinbahn mit einer Spurweite von 60 Zentimetern, welche die Industriebetriebe in Gradenberg mit Köflach verband. Der Betrieb der Bahn wurde nach etwa 25 Jahren Betriebszeit nach 1945 zugunsten des billigeren LKW-Verkehres eingestellt.

## Kultur und Sehenswürdigkeiten

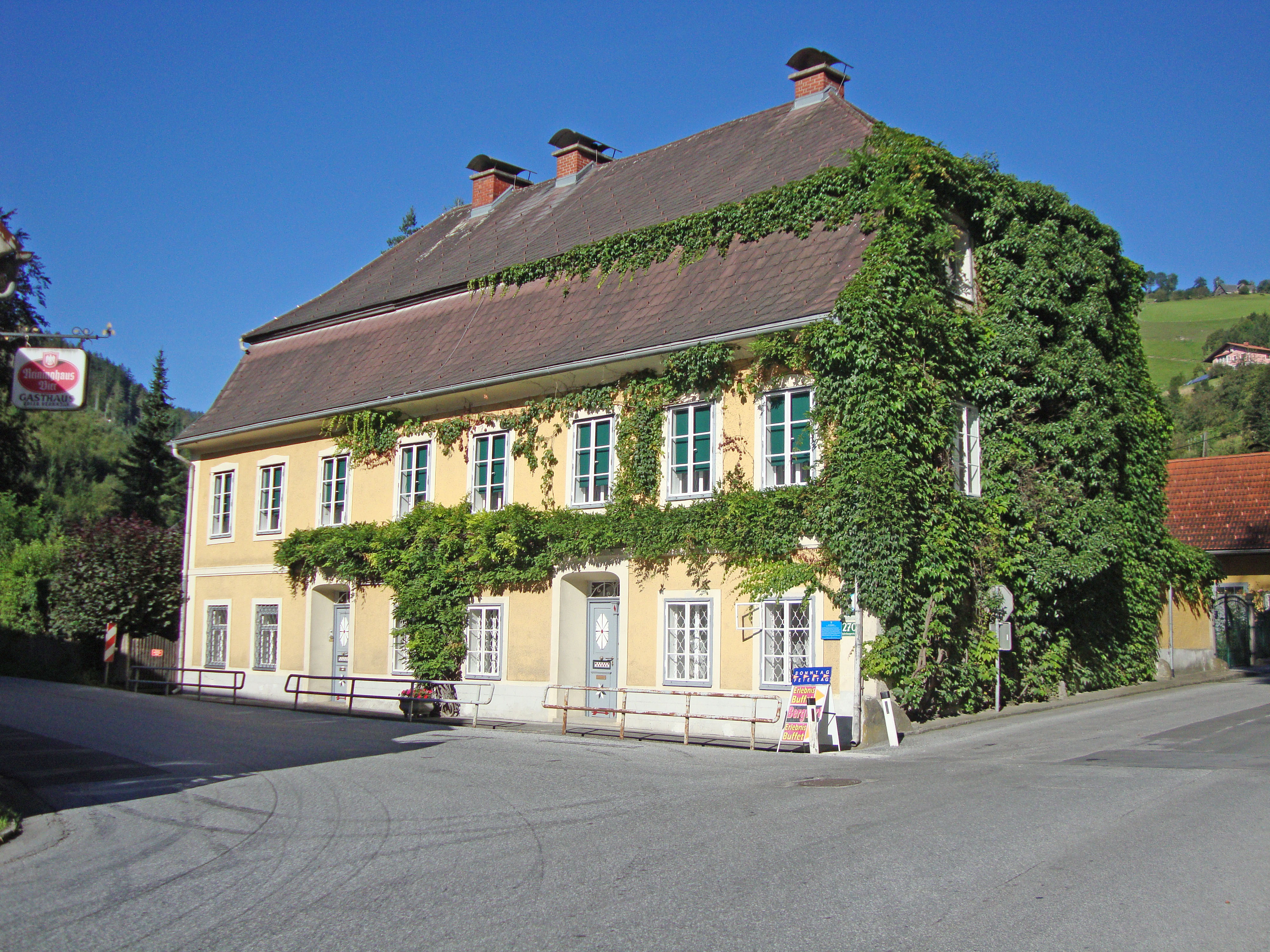
Der Krenhof in der gleichnamigen Siedlung

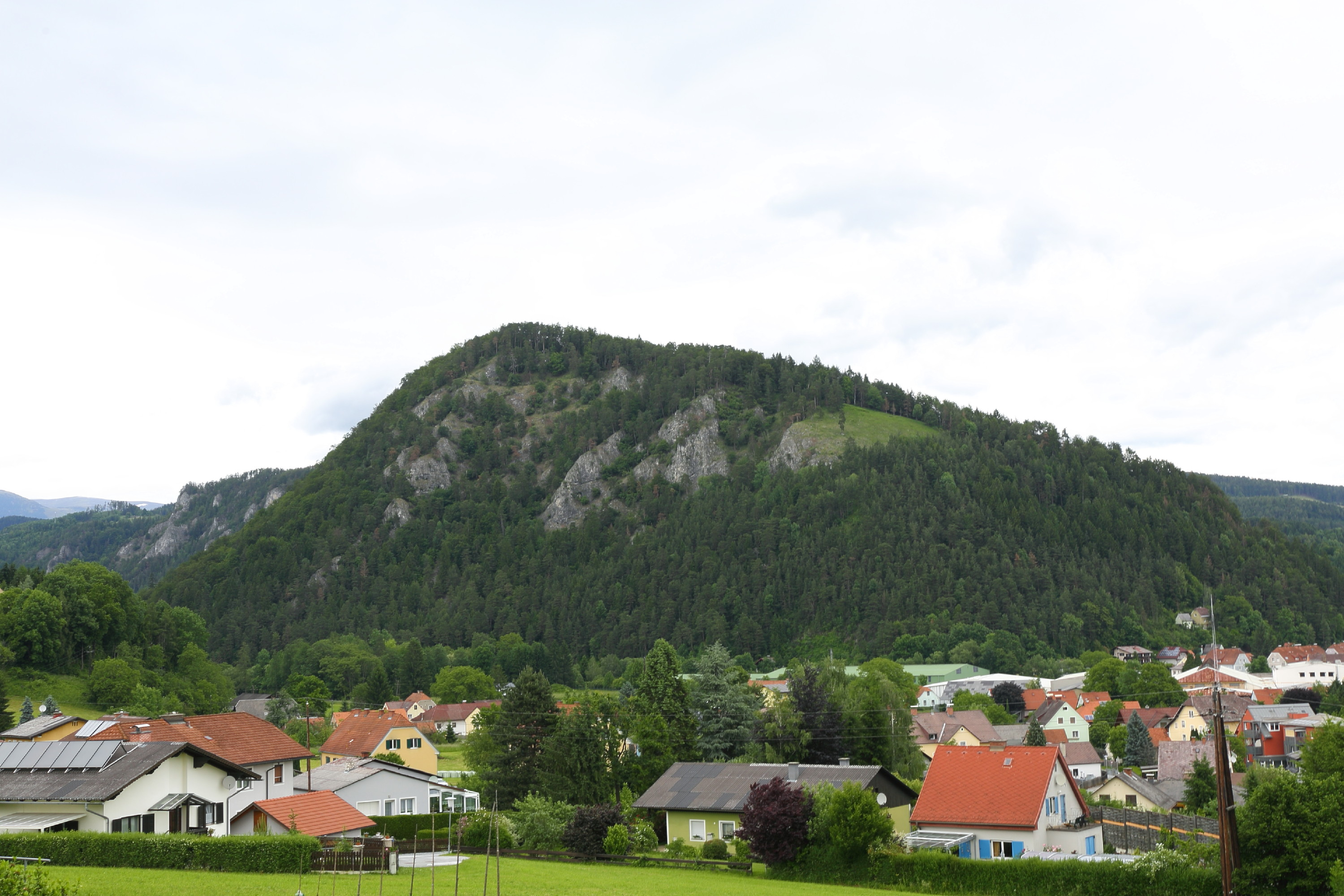
Der Zigöllerkogel von Südwesten aus gesehen

Auf dem Gebiet der Katastralgemeinde Gradenberg gibt es mit dem Krenhof ein denkmalgeschütztes Bauwerk (Listeneintrag). Die Geschichte des Krenhofes lässt sich bis auf das 14. Jahrhundert zurückverfolgen, als die Freien Kren auf dem Anwesen saßen. Später beherbergte das Gebäude eine Schmiede und um 1840 wurde ein Sensenwerk eingerichtet.
Im Ort gibt es zudem mehrere Bildstöcke. Die Mang-Kapelle wurde 1982 restauriert und am 17. Oktober desselben Jahres neu geweiht. Das Preßlerkreuz, ein Tabernakelbildstock an der Grenze zu Köflach wurde um 1900 nach einem alten Vorbild neu errichtet und ist als vermeintlicher Geisterort bekannt. Franz Dampfhofer gestaltete die Nischen des Bildstockes im Jahr 1983 neu, welche Darstellungen der Heiligen Magdalena sowie des Heiligen Oswald als Schmerzensmanns zeigen. Das Wascherkreuz, ein architektonisch reich gegliederter Pfeilerbildstock mit Pyramidendach, befindet sich in der Nähe des Jägerwirtes.  Seit einer Renovierung im Jahr 1918 trägt er eine von Jakob Gschiel gefertigte, 1,2 Meter hohe Statue des Heiligen Leonhard.
Im südöstlichen Teil der Katastralgemeinde Gradenberg befindet sich mit dem Zigöllerkogel ein Naturschutzgebiet (Listeneintrag). Am Zigöllerkogel befindet sich zudem mit dem Heidentempel auch eine geschützte Höhle.

## Persönlichkeiten
- Josef Kern (1933–2010), Musiker und Mitbegründer der Kern-Buam